# Thomas Laclayat
Pas d'image ? Cliquez ici

a Compétitions nationales et continentales officielles uniquement.

b Matchs officiels uniquement.
Dernière mise à jour le 16 juin 2025.
Thomas Laclayat, né le 2 octobre 1997 à Pont-de-Vaux (Ain), est un joueur international français de rugby à XV jouant au poste de pilier droit.

## Biographie

### Jeunesse et formation
Né dans la Bresse à Pont-de-Vaux, Thomas Laclayat commence le rugby en 2005 au RC Haute Bresse avant de quitter ce club en 2013 pour rejoindre l'US Oyonnax, en cadets. Il est aussi passé par le pôle espoir de Villefranche-sur-Saône. Il fait toute sa formation à Oyonnax jusqu'à ses débuts professionnels en 2017.
En parallèle, il est convoqué à plusieurs reprises pour jouer, dans un premier temps en équipe de France des moins de 18 ans, en 2015 et 2016. Il participe notamment au Championnat d'Europe des moins de 18 ans en 2015. Puis il est appelé et joue plusieurs matchs avec les moins de 19 ans, en 2016,.
En 2017, il participe au Tournoi des Six Nations des moins de 20 ans durant lequel il joue quatre matchs, puis au championnat du monde junior où il ne joue qu'un seul match.

### Débuts professionnels (2017-2021)
Le 14 octobre 2017, deux semaines après avoir fêté ses 20 ans, Thomas Laclayat joue le premier match professionnel de sa carrière, à l'occasion de la première journée de Challenge européen 2017-2018, face au Connacht. Lors de la saison 2017-2018, il prend part à sept matchs toutes compétitions confondues, dont deux en Top 14 et cinq en Challenge européen. Il comptabilise au total 161 minutes jouées.
La saison suivante, en 2018-2019, après la descente de son club en Pro D2, il gagne du temps de jeu et connaît notamment sa première titularisation, contre Biarritz lors de la 26e journée, et marque le premier essai de sa carrière face à Provence, durant la 28e journée.
En début de saison 2019-2020, il signe son premier contrat professionnel avec son club formateur, âgé de 21 ans. Au début de cette saison, Thomas Laclayat est considéré comme un espoir du club, qui va progresser face à la concurrence à son poste au club. Il réalise effectivement une bonne saison, durant laquelle ses entrées en jeu ont été remarquées,. Il joue au total 17 matchs de championnat, cette saison.
Avec les départs de plusieurs de ses concurrents à son poste, Thomas Laclayat devient l'un des deux piliers droits d'Oyonnax, qui lui fait confiance pour la saison 2020-2021. En début de saison, il s'impose comme le titulaire à droite de la mêlée et son club décide ainsi de prolonger son contrat jusqu'en 2023. Il est alors l'une des révélations de cette saison de Pro D2, durant laquelle il joue 29 matchs dois 20 en tant que titulaire, et marque trois essais.

### Aux portes de l'équipe de France avec Oyonnax (2021-2023)
En juin 2022, après une saison 2021-2022 réussie durant laquelle il joue trente matchs, inscrit trois essais, atteint les demi-finales de Pro D2 et est nommé dans l'équipe type de la saison de Pro D2 par la LNR, il est sélectionné avec les Barbarians britanniques pour affronter l'Angleterre. Il ne joue cependant pas le match. Une semaine plus tard, il est sélectionné par Fabien Galthié en équipe de France pour participer à la tournée d'été au Japon. Il fait alors partie des quatre joueurs de Pro D2 convoqués avec les Bleus avec Rémy Baget, Matis Perchaud, et Enzo Reybier. Thomas Laclayat ne connaît cependant pas sa première cape à cette occasion, puisqu'il ne participe à aucune rencontre de la tournée.
Après un excellent début de saison 2022-2023 avec Oyonnax, durant lequel il marque sept essais en huit rencontres, il est de nouveau convoqué avec les Bleus, pour la tournée de novembre 2022,. Cependant, il se blesse au biceps juste avant la tournée, l'obligeant à déclarer forfait pour celle-ci,. Quelques mois plus tard, en février 2023, il est convoqué avec le XV de France pour la troisième journée du Tournoi des Six Nations 2023. Alors qu'il n'était pas appelé en début de compétition, devancé à son poste par Uini Atonio, Sipili Falatea et Mohamed Haouas, il profite de la suspension d'Atonio pour faire son retour en bleu,. Il ne participe toutefois à aucune rencontre. De retour avec Oyonnax, le club termine premier de la phase régulière de Pro D2 et se qualifie jusqu'en finale où il affronte Grenoble. Pour ce match, il est titulaire et joue 65 minute avant d'être remplacé par Thibault Berthaud. Oyonnax s'impose 14 à 3, devient champion de Pro D2 et remonte en Top 14. Il s'agit donc du premier titre de la carrière de Thomas Laclayat, qui termine cette saison en ayant joué 24 matchs et marqué 12 essais, faisant de lui le cinquième meilleur marqueur d'essai de Pro D2 de la saison. Il est ensuite élu meilleur joueur du championnat lors de la dix-neuvième Nuit du rugby.

### Départ au Racing 92 et débuts avec les Bleus (depuis 2023)
Thomas Laclayat est ensuite transféré au Racing 92 qu'il rejoint à partir de la saison 2023-2024 et jusqu'en 2026,.
Puis, en juin 2023, il est appelé dans une liste de vingt-trois joueurs pour participer à un stage avec les Bleus. Cette liste est marquée par l'absence des joueurs étant demi-finalistes du championnat. Quelques semaines plus tard, il est sélectionné dans une liste de 42 joueurs pour préparer la Coupe du monde 2023,. Lors du troisième match de préparation face aux Fidji, Thomas Laclayat est pour la première fois sur une feuille de match internationale. Il débute la rencontre sur le banc des remplaçants, puis entre en jeu à la place de Uini Atonio en seconde période et connaît ainsi sa première cape avec les Bleus. Les Français l'emportent 34 à 17,. Néanmoins il ne fait pas partie de la liste finale des 33 joueurs qui jouent la compétition mais est l'un des douze réservistes français.
Il joue son premier match avec le Racing 92 lors de la deuxième journée de Top 14 de la saison 2023-2024, contre la Section paloise. Il entre en jeu à la 47e minute à la place de Cedate Gomes Sa et les siens sont battus 19 à 17,. La semaine suivante, il est titularisé pour la première fois face à l'USAP et marque un doublé, dans une large victoire 59-10. Après un bon début de saison, durant lequel il marque cinq essais, pour ses débuts en première division, il est sélectionné en équipe de France pour le Tournoi des Six Nations 2024,.
À l'issue de cette saison, au mois de juin, il est sélectionné en équipe de France dans une liste de trente-deux joueurs pour préparer la tournée d'été en Argentine. Cette liste est marquée par l'absence des cadres habituels et la présence de nombreux joueurs sans sélections. Il est ensuite retenu dans la liste définitive la semaine d'après. Le 10 juillet 2024, il joue sous le maillot national face à l'Uruguay, dans une rencontre non capée disputée par l'équipe de France développement.
Le joueur quitte le Racing pour Section paloise à l'issue de la saison 2024-2025. 

## Statistiques

### En club
| Saison              | Club                | Championnat         | Championnat | Championnat | Compétitions de l'EPCR                               | Compétitions de l'EPCR                               | Compétitions de l'EPCR                               |
| Saison              | Club                | Compétition         | Matchs      | Essais      | Compétition                                          | Matchs                                               | Essais                                               |
| ------------------- | ------------------- | ------------------- | ----------- | ----------- | ---------------------------------------------------- | ---------------------------------------------------- | ---------------------------------------------------- |
| 2017-2018           | Oyonnax Rugby       | Top 14              | 2           | -           | Challenge européen                                   | 5                                                    | -                                                    |
| 2018-2019           | Oyonnax Rugby       | Pro D2              | 6           | 1           | Pas de qualification pour les compétitions de l'EPCR | Pas de qualification pour les compétitions de l'EPCR | Pas de qualification pour les compétitions de l'EPCR |
| 2019-2020           | Oyonnax Rugby       | Pro D2              | 17          | 1           | Pas de qualification pour les compétitions de l'EPCR | Pas de qualification pour les compétitions de l'EPCR | Pas de qualification pour les compétitions de l'EPCR |
| 2020-2021           | Oyonnax Rugby       | Pro D2              | 29          | 3           | Pas de qualification pour les compétitions de l'EPCR | Pas de qualification pour les compétitions de l'EPCR | Pas de qualification pour les compétitions de l'EPCR |
| 2021-2022           | Oyonnax Rugby       | Pro D2              | 30          | 3           | Pas de qualification pour les compétitions de l'EPCR | Pas de qualification pour les compétitions de l'EPCR | Pas de qualification pour les compétitions de l'EPCR |
| 2022-2023           | Oyonnax Rugby       | Pro D2              | 24          | 12          | Pas de qualification pour les compétitions de l'EPCR | Pas de qualification pour les compétitions de l'EPCR | Pas de qualification pour les compétitions de l'EPCR |
| Total Oyonnax Rugby | Total Oyonnax Rugby | Total Oyonnax Rugby | 108         | 20          | Challenge européen                                   | 5                                                    | 0                                                    |
| 2023-2024           | Racing 92           | Top 14              | 17          | 5           | Champions Cup                                        | 3                                                    | -                                                    |
| Total Racing 92     | Total Racing 92     | Total Racing 92     | 17          | 5           | Compétitions EPCR                                    | 3                                                    | 0                                                    |
| Total               | Total               | Total               | 125         | 25          | Compétitions EPCR                                    | 8                                                    | 0                                                    |

### Internationales

#### Équipe de France des moins de 20 ans
Thomas Laclayat compte plusieurs sélections avec l'équipe de France des moins de 18 ans et des moins de 19 ans. Il a disputé cinq matchs avec l'équipe de France des moins de 20 ans en une saison, prenant part à une édition du Tournoi des Six Nations en 2017, et à une édition du championnat du monde junior en 2017. Il n'a pas marqué de points.

#### XV de France
Au 5 juillet 2024, Thomas Laclayat compte une seule cape en équipe de France et n'a inscrit aucun points.
| Année | Compétition | Matchs | Points | Essais |
| ----- | ----------- | ------ | ------ | ------ |
| 2023  | Test matchs | 1      | -      | -      |
| Total | Total       | 1      | 0      | 0      |

## Palmarès

### En club
- Oyonnax Rugby
  - Vainqueur du Championnat de France de 2e division en 2023

### Distinctions personnelles
- Nuit du rugby
  - Meilleur joueur du Championnat de France de 2e division en 2023